# Province de Yungay
La province de Yungay (en espagnol : Provincia de Yungay) est l'une des vingt provinces de la région d'Ancash, au Pérou. Son chef-lieu est la ville de Yungay.

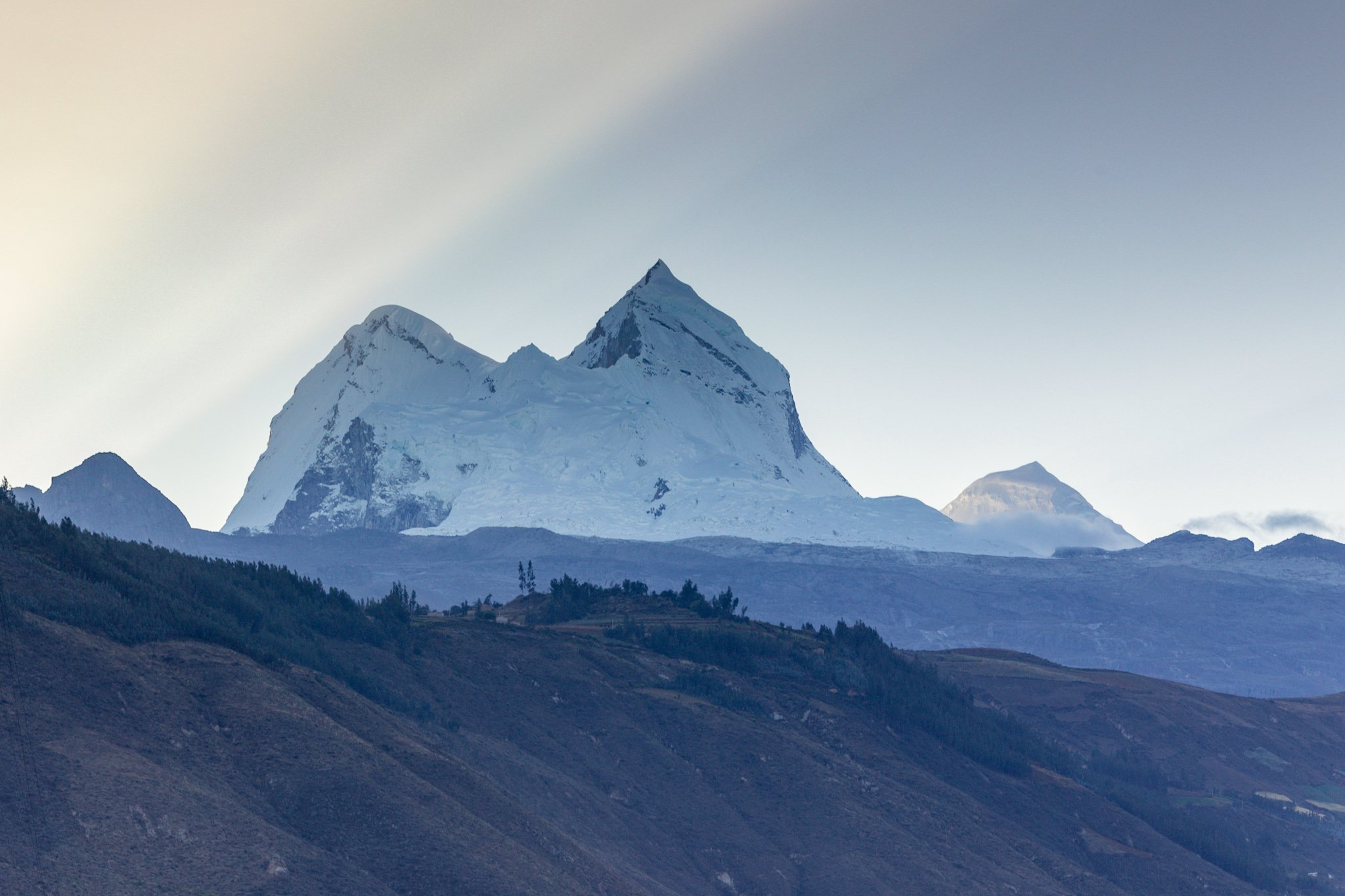
La montagne Tullparahu vue de Yungay

## Géographie
La province couvre une superficie de 276,68 km2. Elle est limitée au nord par la province de Huaylas, à l'est par les provinces de Pomabamba, de Mariscal Luzuriaga et de Carlos Fermín Fitzcarrald, au sud par les provinces d'Asunción, de Carhuaz et de Huaraz, et à l'ouest par les provinces de Casma et du Santa.

## Histoire
La province fut créée le 28 octobre 1904.

## Population
La population de la province s'élevait à 54 963 habitants en 2007.

## Subdivisions
La province de Yungay est divisée en huit districts :
- Cascapara
- Mancos
- Matacoto
- Quillo
- Ranrahirca
- Shupluy
- Yanama
- Yungay